# Бентонвілл (Огайо)
Бентонвілл (англ. Bentonville) — переписна місцевість (CDP) в США, в окрузі Адамс штату Огайо. Населення — 253 особи (2020).

## Географія
Бентонвілл розташований за координатами 38°44′44″ пн. ш. 83°36′37″ зх. д. / 38.74556° пн. ш. 83.61028° зх. д. (38.745521, -83.610204).  За даними Бюро перепису населення США в 2010 році переписна місцевість мала площу 4,47 км², уся площа — суходіл.

## Демографія
Згідно з переписом 2010 року, у переписній місцевості мешкало 287 осіб у 119 домогосподарствах у складі 87 родин. Густота населення становила 64 особи/км².  Було 142 помешкання (32/км²).
Расовий склад населення:
| - 99,7 % — білих - 0,3 % — корінних американців |

До двох чи більше рас належало 0,0 %. Частка іспаномовних становила 0,7 % від усіх жителів.
За віковим діапазоном населення розподілялося таким чином: 20,6 % — особи молодші 18 років, 57,8 % — особи у віці 18—64 років, 21,6 % — особи у віці 65 років та старші. Медіана віку мешканця становила 43,4 року. На 100 осіб жіночої статі у переписній місцевості припадало 78,3 чоловіків;  на 100 жінок у віці від 18 років та старших — 90,0 чоловіків також старших 18 років.
Середній дохід на одне домашнє господарство  становив 67 492 долари США (медіана — 57 000), а середній дохід на одну сім'ю — 71 362 долари (медіана — 57 083). 
Цивільне працевлаштоване населення становило 68 осіб. Основні галузі зайнятості: освіта, охорона здоров'я та соціальна допомога — 25,0 %, інформація — 20,6 %, будівництво — 19,1 %.